# 김원준 (1991년생 축구 선수)
김정훈(본명: 김원준(Kim, Wonjun), 1991년 1월 17일~)은 대한민국의 전직 풋살 선수로, 개명하기 이전의 이름은 김원준이고, 현역 시절의 포지션은 공격수로, 2015년 대한민국 FK리그 부산 카파 FC에서 은퇴하였다.
초등학교 및 중학교 다닐 당시의 학창 시절에는 축구부 출신이었으나, 나중에 풋살 분야로 전향했다. 대한민국 프로 축구 K 리그 경북 포항 스틸러스 김승대 선수와 친한 사이로도 잘 알려져 있다.

## 클럽 통산 기록
| 클럽    | 클럽         | 클럽   | 리그   | 리그   | 컵   | 컵   | 대륙 | 대륙 | 합계 | 합계 |
| 시즌    | 클럽         | 리그   | 경기   | 득점   | 경기 | 득점 | 경기 | 득점 | 경기 | 득점 |
| 한국    | 한국         | 한국   | FK리그 | FK리그 | FK컵 | FK컵 | AFC  | AFC  | 합계 | 합계 |
| ------- | ------------ | ------ | ------ | ------ | ---- | ---- | ---- | ---- | ---- | ---- |
| 2011–12 | 경주 순우 FC | FK리그 | ?      | ?      | ?    | ?    | -    | -    | ?    | ?    |
| 2014–15 | 부산 카파 FC | FK리그 | ?      | ?      | ?    | ?    | -    | -    | ?    | ?    |
| 통산    | 통산         | 통산   | ?      | ?      | ?    | ?    | ?    | ?    | ?    | ?    |